# National Rugby League 1988
La New South Wales Rugby Football League de 1988 fue la 81.ª edición del torneo de rugby league más importante de Australia.

## Formato
Los clubes se enfrentaron en una fase regular de todos contra todos, los seis equipos mejor ubicados al terminar esta fase clasificaron a la postemporada.
Se otorgaron 2 puntos por el triunfo, 1 por el empate y ninguno por la derrota.

## Desarrollo

### Tabla de posiciones
| Pos. | Equipo                        | Encuentros | Encuentros | Encuentros | Encuentros | Tantos | Tantos | Tantos | Puntos |
| Pos. | Equipo                        | PJ         | PG         | PE         | PP         | F      | C      | Dif    | Puntos |
| ---- | ----------------------------- | ---------- | ---------- | ---------- | ---------- | ------ | ------ | ------ | ------ |
| 1    | Cronulla-Sutherland Sharks    | 22         | 16         | 2          | 4          | 507    | 330    | +177   | 34     |
| 2    | Canterbury-Bankstown Bulldogs | 22         | 16         | 0          | 6          | 412    | 268    | +144   | 32     |
| 3    | Canberra Raiders              | 22         | 15         | 0          | 7          | 596    | 346    | +250   | 30     |
| 4    | Manly-Warringah Sea Eagles    | 22         | 15         | 0          | 7          | 538    | 347    | +191   | 30     |
| 5    | Penrith Panthers              | 22         | 15         | 0          | 7          | 394    | 258    | +136   | 30     |
| 6    | Balmain Tigers                | 22         | 15         | 0          | 7          | 402    | 341    | +61    | 30     |
| 7    | Brisbane Broncos              | 22         | 14         | 0          | 8          | 474    | 368    | +106   | 28     |
| 8    | South Sydney Rabbitohs        | 22         | 12         | 2          | 8          | 425    | 383    | +42    | 24     |
| 9    | North Sydney Bears            | 22         | 9          | 2          | 11         | 366    | 424    | −58    | 20     |
| 10   | St. George Dragons            | 22         | 9          | 0          | 13         | 352    | 493    | −141   | 18     |
| 11   | Parramatta Eels               | 22         | 8          | 0          | 14         | 359    | 412    | −53    | 16     |
| 12   | Eastern Suburbs Roosters      | 22         | 6          | 3          | 13         | 387    | 443    | −56    | 15     |
| 13   | Illawarra Steelers            | 22         | 6          | 1          | 15         | 353    | 510    | −157   | 13     |
| 14   | Newcastle Knights             | 22         | 5          | 1          | 16         | 270    | 460    | −190   | 11     |
| 15   | Gold Coast Chargers           | 22         | 4          | 2          | 16         | 238    | 484    | −246   | 10     |
| 16   | Western Suburbs Magpies       | 22         | 4          | 1          | 17         | 287    | 493    | −206   | 9      |

|  | Postemporada. |

### Postemporada

#### Playoff
| 16 de agosto | Penrith Panthers | 8 - 28 | Balmain Tigers |  |  |

#### Finales clasificatorias
| 20 de agosto | Manly-Warringah Sea Eagles | 6 - 19 | Balmain Tigers |  |  |

| 21 de agosto | Canterbury-Bankstown Bulldogs | 19 - 18 | Canberra Raiders |  |  |

#### Semifinales
| 27 de agosto | Canberra Raiders | 6 - 14 | Balmain Tigers |  |  |

| 28 de agosto | Cronulla-Sutherland Sharks | 8 - 26 | Canterbury-Bankstown Bulldogs |  |  |

#### Final Preliminar
| 4 de septiembre | Cronulla-Sutherland Sharks | 2 - 9 | Balmain Tigers |  |  |

#### Final
| 11 de septiembre | Canterbury-Bankstown Bulldogs | 24 - 12 | Balmain Tigers | Sydney Football Stadium, Sídney |  |
|                  |                               |         |                | Asistencia: 40.000 espectadores |  |

| Bandera de Australia                  |
| Campeón Canterbury-Bankstown Bulldogs |
| Sexto título                          |